# Калифорнийская кошачья акула-парматурус
Калифорнийская кошачья акула-парматурус (Parmaturus xaniurus) — распространённый, но малоизученный глубоководный вид рода кошачьих акул-парматурусов (Parmaturus) семейства кошачьих акул (Scyliorhinidae). Обитает в восточной части Тихого океана. Максимальный размер 61 см.

## Таксономия
Впервые описан в 1892 году в журнале «Proceedings of the United States National Museum». Лектотип представляет собой самку длиной 54,3 см, пойманную у берегов южной Калифорнии на глубине 336—1251 м.

## Ареал и среда обитания
Эти донные акулы обитают в восточной части Тихого океана, на внешнем крае континентального шельфа и верхнем материковом склоне от Орегона (США) до Калифорнийского залива (Мексика) на глубине 91—1251 м. Неполовозрелые акулы ведут мезопелагический образ жизни, их можно встретить в 500 км от берега на глубине свыше 1000 м.

## Описание
У калифорнийской кошачьей акулы-парматуруса широкая закруглённая морда. Ноздри обрамлены треугольными кожаными складками. Основание первого спинного плавника расположено немного позади основания брюшных плавников. Первый и второй спинные плавники приблизительно одинакового размера. По вентральной границе хвостового плавника и хвостового стебля пролегает гребень из увеличенных чешуек. Второй спинной плавник меньше анального плавника. Его основание расположено напротив основания анального плавника.

## Биология
Максимальный размер составляет 61 см. Размножается, откладывая по паре яиц за один раз. Размножение происходит круглый год, но наиболее интенсивно с июля по сентябрь. Сезон спаривания длится с апреля по июнь.. Самки предпочитают откладывать яйца в одних и тех же местах на глубине 300—400 м. Размер новорожденных составляет 7—10 см. Самцы и самки достигают половой зрелости при длине 37,5—42,5 и 42,5—48,5 см соответственно. В рацион этих акул входят разнообразные костистые рыбы, например, светящиеся анчоусы и беспозвоночные. В печени этих акул обнаружена высокая концентрация сквалена, что характерно для глубоководных рыб. Сквален обеспечивает им нейтральную плавучесть. Увеличенная жаберная область свидетельствует о том, что калифорнийские кошачьи акулы-парматурусы живут в условиях пониженной концентрации кислорода. Яйца этих акул могут стать добычей скорпеновых, морских звёзд и брюхоногих.

## Взаимодействие с человеком
Опасности для человека не представляет. Коммерческой ценности не имеет. В качестве прилова регулярно попадает в донные глубоководные тралы и ловушки для угольной рыбы. Для определения статуса сохранности вида недостаточно данных.